# Tàngara güirà
La tàngara güirà (Hemithraupis guira) és un ocell de la família dels tràupid (Thraupidae).

## Hàbitat i distribució
Habita la selva pluvial, bosc obert i vegetació secundària, localment a les terres baixes al sud-oest, centre i est de Colòmbia, Veneçuela i Guaiana, cap al sud, per l'oest dels Andes fins al sud-oest de l'Equador i per l'est dels Andes a través de l'est de l'Equador, nord-est del Perú, Bolívia, Paraguai i Brasil fins al nord-est de l'Argentina.